# Bengt Linder
Bengt Gunnar Sigurd Linder, född 26 juli 1929 i Härnösand, död 17 april 1985 i Stockholm, var en svensk författare och journalist. Han var en av Sveriges mest produktiva författare. Under sin livstid skrev han bortåt 100 barn- och ungdomsböcker, tecknade serier samt texter till revyer och underhållningsprogram både i radio och tv.

## Författarskap
Bengt Linder är mest känd som skaparen av böckerna om Dante. Dessa spelar i grunden på ett klassiskt deckartema men utmärker sig genom en mycket skruvad och snabb jargong samt en snabb replikväxling. En av böckernas grundpelare är det ständiga budskapet om barn som fantasifulla och driftiga och vuxna som grå och fantasilösa.  Dante förekom ett tag även som seriemagasin och även en film, Dante - akta're för Hajen! har gjorts. Samma jargong som hos Dante kan även ses i böckerna om Bonnie, en serie som vände sig till flickor men stilmässigt påminner mycket om Danteböckerna. Linder har även skrivit en långserie för små barn, ”Knoppen och Toppen” samt en del fristående böcker och kortare serier, bland annat om ”Tjabo” och ”Ninni”.
Förutom böcker skrev Linder även sketcher och kåserier för en rad underhållare och revyer, bland dem Casinorevyn (1960 och 1962) samt Gröna Lunds revy (1969). Han skrev även radioserien Räkna med bråk som ledde till folkparksturné och 1957 till film med bl. a. Carl-Gustaf Lindstedt. Från 1961 skrev Linder Antes undring för radion och Antes Supersjå för tv (1963). ”Ante från Mobacken” blev i Stig Grybes burleska tolkning en folkkär figur. År 1965 kom böckerna Ante från Mobacken och Skratta med Ante. 1967 skrev han tv-sketchen "Skattkammarön".
Några år senare, under 1970-talet, skrev Linder ett par böcker om den folkkäre krumeluren Åsa-Nisse. Länge skrev han också den tecknade serien om Åsa-Nisse till Gösta Gummessons teckningar.

## Familj
Linder var från 1956 gift med Inga-Britt Gustafsson, född 29 september 1932, död 4 februari 1999. De är begravda på Lidingö kyrkogård.

## Filmmanus
- 1957 – Räkna med bråk
- 1958 – Kostervalsen
- 1959 – Bara en kypare
- 1964 – Drömpojken
- 1978 – Dante – akta're för Hajen! (tillsammans med Gunnar Höglund)